# Shatoja (distrito)
Shatoja é um distrito do Peru, departamento de San Martín, localizada na província de El Dorado.

## Transporte
O distrito de Shatoja é servido pela seguinte rodovia:
- SM-100, que liga o distrito de San Jose de Sisa à cidade de Moyobamba [1][2][3]